# Reinhold Näslund
Kurt Erik Reinhold Näslund, född 25 februari 1942 i Bjurholms församling, Västerbottens län, död 13 september 2014 i Nederluleå församling, Norrbottens län
, var en svensk matematiker. 
Han var universitetsadjunkt på den matematiska institutionen vid Luleå tekniska universitet från mitten av 1970-talet fram till sin pensionering. Han är framför allt känd som läroboksförfattare. 

## Utbildning och forskning
Näslund forskade om partiella differentialekvationer, och i synnerhet vågekvationer, vilka används för att matematiskt beskriva exempelvis ljudvågor, ljusvågor och vattenvågor. Han tog en   
licentiatexamen vid Luleå tekniska universitet år 2005, med en avhandling med den engelska titeln Some studies within applied mathematics with focus on conditional symmetries of partial differential equations and bending waves in plates. Första delen av denna avhandling var en uppsats från 2003 med titeln On conditional Q-symmetries of some quasilinear hyperbolic wave equations.

## Läroböcker
På svenska har Näslund skrivit ett flertal läroböcker för grundläggande matematikundervisning på universitet och andra tekniska högskolor, de flesta utgivna av Studentlitteratur AB. Han skrev dessa tillsammans med bland andra Andrejs Dunkels, Torbjörn Hedberg, Bengt Klefsjö och Lars-Erik Persson.
- Dunkels, Andrejs, Håkan Ekblom, Torbjörn Hedberg, Reinhold Näslund, och Lars-Erik Persson. Flervariabelanalys med numeriska metoder för tekniska högskolor, 1987.
- Andersson, Lennart, Anders Grennberg, Torbjörn Hedberg, Reinhold Näslund, Lars-Erik Persson, och Björn von Sydow. Linjär algebra med geometri. Studentlitteratur AB, 1990.
- Dunkels, Andrejs, Håkan Ekblom, Torbjörn Hednerg, Reinhold Näslund, och Lars-Erik Persson. Flervariabelanalys med numeriska metoder. Studentlitteratur AB, 1990.
- Sundkvist, Jan, och Reinhold Näslund. Reglerteknik: formelsamling. Studentlitteratur AB, 1991.
- Erlandsson, Ove, Stefan Lagerkrans, Reinhold Näslund, och Esa Vuorinen. Maskinhandboken. Studentlitteratur AB, 2000.
- Dunkels, Andrejs, Bengt Klefsjö, Ingemar Nilsson, och Reinhold Näslund. Mot bättre vetande i matematik. Studentlitteratur AB, 2002.

Reinhold Näslund är begravd på Nederluleå kyrkogård.